# یونانی دموتیکی
یونانی دموتیکی (یونانی: Δημοτική γλώσσα به معنای «زبان مردم») اصطلاحی است که در تضاد با یونانی کاتارووسا برای توصیف گونهٔ عامیانه و محاوره‌ای یونانی نوین به کار می‌رود؛ دموتیکی به‌طور طبیعی از یونانی کوینه تکامل یافته بود و توسط اکثریت قریب به اتفاق یونانیان در یونان امروزی از زمان تأسیس در سال ۱۸۲۱ تا زمان پاسخ به پرسش زبان یونانی در سال ۱۹۷۶ بدان سخن گفته می‌شد.
در واقع دموتیکی گونه‌های بومی غیرمعیار یونانی بود که توسط اکثریت قریب به اتفاق یونانیان در طول قرن ۱۹ و ۲۰ استفاده می‌شد. در دوران دوزبان‌گونگی در یونان، دموتیکی و کاتارووسا یکدیگر را تکمیل کردند و دموتیکی با گذشت زمان معیار شد و این دموتیکی معیار بود که در سال ۱۹۷۶ به زبان رسمی یونان تبدیل شد. این شکل معیار دموتیکی امروزه رسماً با عنوان یونانی نوین معیار شناخته می‌شود. اصطلاح یونانی دموتیکی همچنین به هر گونه‌ای از زبان یونانی که طبیعتاً یونانی باستان و زبان عامیانه یونانی را در بر می‌گیرد گفته می‌شود.